# Ellopostoma megalomycter
Ellopostoma megalomycter är en fiskart som först beskrevs av Vaillant 1902.  Ellopostoma megalomycter ingår i släktet Ellopostoma och familjen grönlingsfiskar. Inga underarter finns listade i Catalogue of Life.